# Le Pays du fou rire
Ne doit pas être confondu avec Au pays du sourire avec Franz.
Le Pays du fou rire (titre original : The Land of Laughs) est un roman de Jonathan Carroll, mêlant science-fiction et fantastique.
Il a reçu le prix Apollo 1989.

## Parutions

### Parutions aux États-Unis
Le roman est paru en 1980 aux États-Unis, chez l'éditeur Viking Press.
Il est ensuite paru en 1983 chez Ace Books, et en 2016 chez Centipede Press.

### Parutions au Royaume-Uni
Il est paru en 1982 chez Hamlyn Paperbacks, puis en 1987 chez Arrow Books.

### Parution dans d'autres pays
Le roman a été publié en français aux éditions J'ai lu dans la collection SF, no 2450, en septembre 1988, avec une traduction de Iawa Tate.
En 1995, il a été publié en finnois sous le titre Naurujen maa.

## Résumé
Dans une librairie de livres d'occasion, Thomas Abbey, grand amateur de Marshall France, écrivain décédé de livres pour enfants, rencontre par hasard Saxony Gardner, autre passionné de cet écrivain solitaire. Ensemble, ils se rendent dans la ville fictive de Galen, dans le Missouri, pour rencontrer Anna France, la fille de l'écrivain, afin d'obtenir son autorisation pour écrire la biographie de Marshall France. Alors qu'ils s'attendent à être rejetés, ils sont chaleureusement accueillis dans la communauté et pour leur projet littéraire.
La ville de Galen et ses habitants ressemblent étrangement au monde littéraire de leur idole. Les personnages des livres de Marshall France sont vivants à Galen, et Thomas et Saxe commencent à se demander si les livres ont été modelés sur Galen ou si la magie de l'écrivain a créé Galen. Le rôle de biographe de Thomas est également troublant : il semble créer de la réalité par son écriture et commence à remettre en question les motivations d'Anna et des habitants de Galen. Les événements atteignent un point critique lorsque la biographie de Thomas atteint le moment de l'arrivée de Marshall France à Galen.